# Steinwiesen
Steinwiesen – gmina targowa w Niemczech, w kraju związkowym Bawaria, w rejencji Górna Frankonia, w regionie Oberfranken-West, w powiecie Kronach. Leży nad rzeką Rodach, przy drodze B173 i linii kolejowej Nordhalben – Kronach.
Gmina położona jest 12 km na północny wschód od Kronach, 32 km na zachód od Hof i 40 km na północny zachód od Bayreuth.

## Dzielnice
W skład gminy wchodzą następujące dzielnice: 
- Neufang
- Nurn
- Steinwiesen
- Schlegelshaid
- Birnbaum

## Polityka
Wójtem jest Gerhard Wunder (CSU). Rada gminy składa się z 17 członków:
|      | CSU | SPD | Razem     |
| 2002 | 12  | 5   | 17 miejsc |

## Osoby urodzone w Steinwiesen
- Josef Müller, poseł